# Miguel Ángel Santoro
Miguel Ángel Santoro (Sarandí, 1942. február 27. –) válogatott argentin labdarúgó, kapus, edző.

## Pályafutása

### Klubcsapatban
1962 és 1974 között az Independiente labdarúgója volt és négy argentin bajnokságot és Copa Libertadorest nyert a csapattal. 1974 és 1977 között a spanyol Hércules kapusa volt.

### A válogatottban
1965 és 1974 között 14 alkalommal szerepelt az argentin válogatottban. Részt vett az 1974-es NSZK-beli világbajnokságon.

### Edzőként
1980-ban, 2001-ben, 2005-ben és 2008–09-ben az Independiente edzőjeként tevékenykedett. 

## Sikerei, díjai
Independiente
- Argentin bajnokság
  - bajnok (4): 1963, 1967, 1970, 1971
- Copa Libertadores
  - győztes (4): 1964, 1965, 1972, 1973
- Interkontinentális kupa
  - győztes: 1973
- Copa Interamericana
  - győztes: 1973